# (10512) Yamandu
(10512) Yamandu est un astéroïde de la ceinture principale.

## Description
(10512) Yamandu est un astéroïde de la ceinture principale. Il fut découvert le 2 octobre 1989 à l'Observatoire interaméricain du Cerro Tololo par Schelte J. Bus. Il présente une orbite caractérisée par un demi-grand axe de 2,42 UA, une excentricité de 0,16 et une inclinaison de 3,6° par rapport à l'écliptique.